# Emma Örtlund
Emma Örtlund, född 2 december 1987 i Reftele, Gislaveds kommun, är en svensk skådespelare, med intellektuell funktionsnedsättning och epilepsi. Hon har spelat en av huvudrollerna i filmen Catwalk – från Glada Hudik till New York. Örtlund medverkade som gäst i Skavlan i januari 2020 och var programvärd i Sommar i P1 den 13 juli samma år.
Hon blev utsedd till Årets smålänning 2020.
Örtlund designade rosa bandet år 2022. 